# За кулісами
«За кулісами» (англ. Back Stage) — американська короткометражна кінокомедія Роско Арбакла 1919 року з Бастером Кітоном в головній ролі.

## Сюжет
У цьому фільмі, Кітон, Арбакл, та інші, працюють робітниками сцени, звичайно, в театрі вони намагаються допомогти, а в деяких випадках, триматися осторонь від виконавців. Коли актори відмовляються виступати, робітників сцени запрошують виконувати їхні ролі.

## У ролях
- Роско «Товстун» Арбакл — працівник сцени
- Бастер Кітон — працівник сцени
- Аль Ст. Джон  — працівник сцени
- Чарльз Пост — силач
- Моллі Мелоун — помічник силача